# Carpilius convexus
Carpilius convexus es una especie de cangrejo que vive en el Indo-Pacífico, desde Hawái hasta el Mar Rojo y Sudáfrica. Fue descrito por primera vez por Peter Forsskål en 1775 como Cancer convexus, y en ocasiones ha sido tratado como una variedad de la especie más grande C. maculatus. La biología del género Carpilius es poco conocida. Una coloración de este cangrejo es de color amarillo-marrón o rojo, con manchas que son principalmente marrones, que crecen hasta 25 cm. A pesar de que conocemos su tamaño, coloración y hábitat, hasta el día de hoy se sabe poco sobre su biología.